# Ліси Албанії
Ліси Албанії — увесь комплекс лісових масивів на території Албанії (28,7 тис. км²), що становить майже 25 % площі країни, тоді як 1980 року цей показник сягав 1282 тис. га (47 %). У лісовому фонді країни на хвойні породи припадає лише 149 тис. га (12 % деревостою в 1980 році), а на листяні — 1,13 млн га (88 %). Загальний запас промислової деревини оцінюється в 80 млн м³. Найбільші лісові масиви займають гірські північні, північно-східні й південно-східні околиці країни. За деревостоєм ліси Албанії поділяються на: високі — 46 %, молоді — 29 %, чагарники — 25 %. Головні породи: різноманітні види дубів — 32 %, бук — 17 %, сосни — 17 %, ялиця — 2 %, широколисті породи — 34 %.

## Природні умови
Близько 70 % території Албанії займають Албанські Альпи: Північні (Проклетіє) з висотами до 2692 м і Південні, між якими лежить Центральний масив, розчленований долинами річок. Узбережжя Адріатичного моря на заході переважно низовинне, на півдні — гористе (гори Люнгара, Малакастра, Гріба, Чіка, Дембелі, Люнджерія); уздовж узбережжя — горбиста приморська низовина.
Клімат узбережжя й західних схилів гір, обернених до моря, субтропічний середземноморський з жарким сухим літом і відносно теплою (середні температури не опускаються нижче -5 °C) вологою зимою. Для східних регіонів країни властивий помірний морський клімат. Пересічна температура липня +24…+25 °C, січня +3…+9°C. Кількість атмосферних опадів сильно коливається на місцевості й залежить від експозиції схилів — від 500 до 2500 мм на рік, максимум припадає на осінь.

## Районування
Лісовий покрив країни можна умовно, в залежності від висоти над рівнем моря й експозиції схилів, розділити на 3 пояси.
1. Прибережний пояс тягнеться від узбережжя в глиб країни до висот 300 м на півночі й 900 м на півдні. Рослинні формації представлені типовим середземноморським маквісом, тобто поєднанням вічнозелених чагарників з широколистяними породами дерев: дуб кам'яний (Quércus ílex), верес деревовидий (Erica arborea), суничник дрібноплодий (Arbutus andrachne), маслина (Olea europaea), юдине дерево (Cercis siliquastrum), олеандр (Nerium oleander), фісташка (Pistacia), держидерево (Paliurus spina-christi)[1]. Завдяки людині в цьому поясі дуже поширені фруктові дерева: гранат (Punica), апельсин (Citrus sinensis), мигдаль (Prunus dulcis), фундук (Corylus avellana), яблуня (Malus).
2. Дубовий пояс охоплює схили гір на висотах від 300 до 1000 м на півночі й від 900 до 1200 м на півдні. Це передусім мішані широколистяні дубові ліси: дуб густий (Quercus frainetto), австрійський (Q. cerris), пухнастий (Q. pubescens) і македонський (Q. trojana)[1]. У цьому поясі албанці так само розводять багато фруктових порід, що й в прибережному, додаючи до них волоський горіх (Juglans regia) і каштан їстівний (Castanea sativa).
3. Буковий пояс представлений високопродуктивними лісовими угрупованнями мішаних й виключно букових лісів на висотах від 1000 до 1600 м на півночі й від 1200 до 1800 м на півдні. У мішаних лісах цього поясу хвойні породи представлені ялицею македонською (Abies borisii-regis) і грецькою (A. cephalonica), тисом ягідним (Taxus baccata), сосною румелійською (Pinus peuce) та панцирною (P. heldreichii), яка зустрічається у верхньому поясі до висоти 2100 м[1].

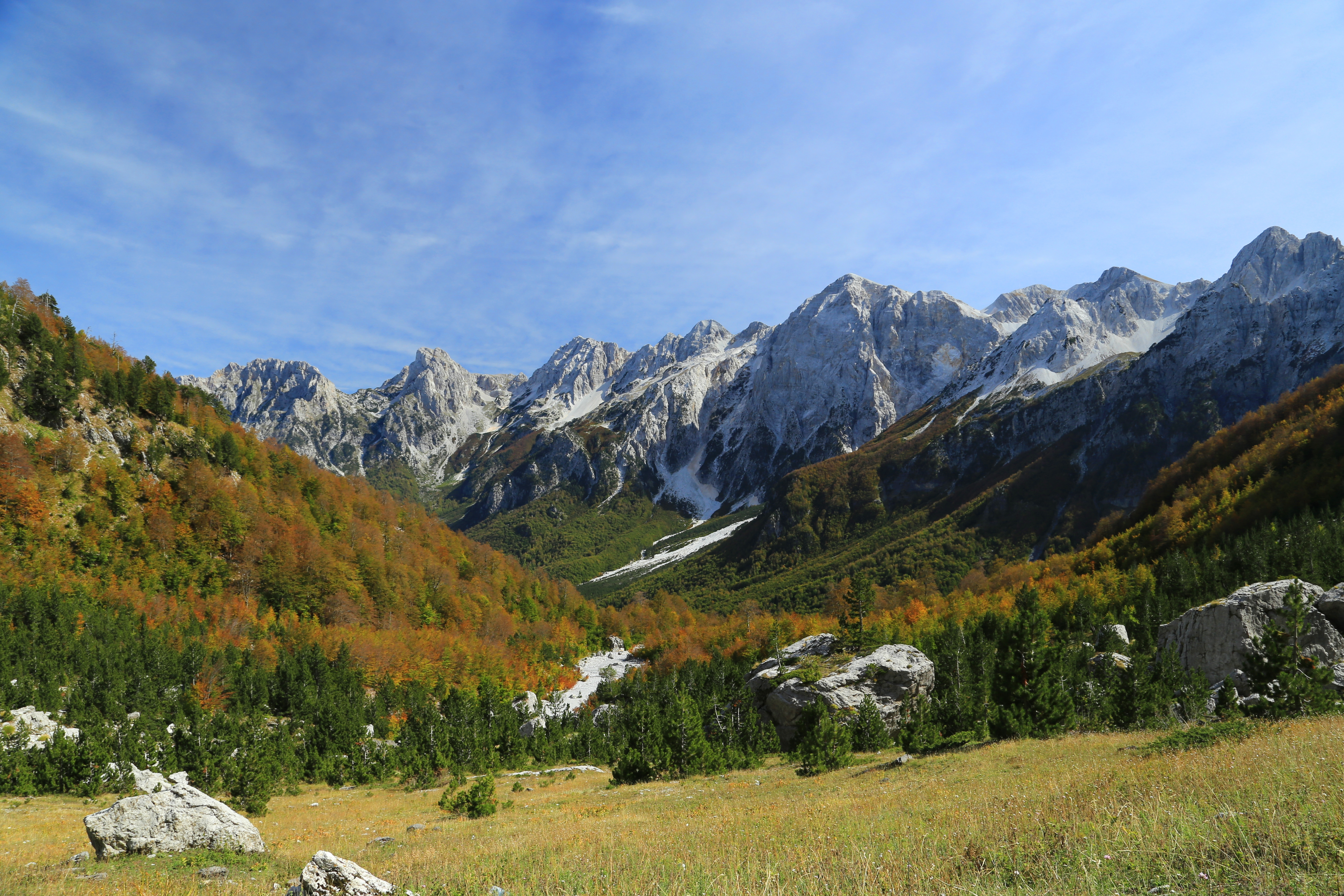
Мішані ліси півночі
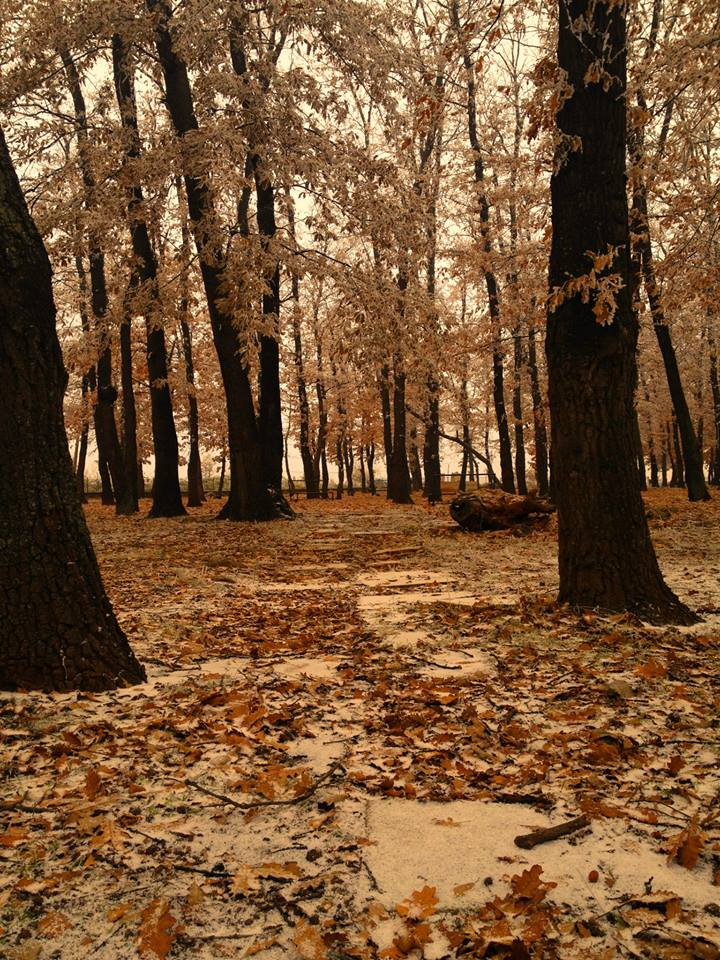
Дубовий гай
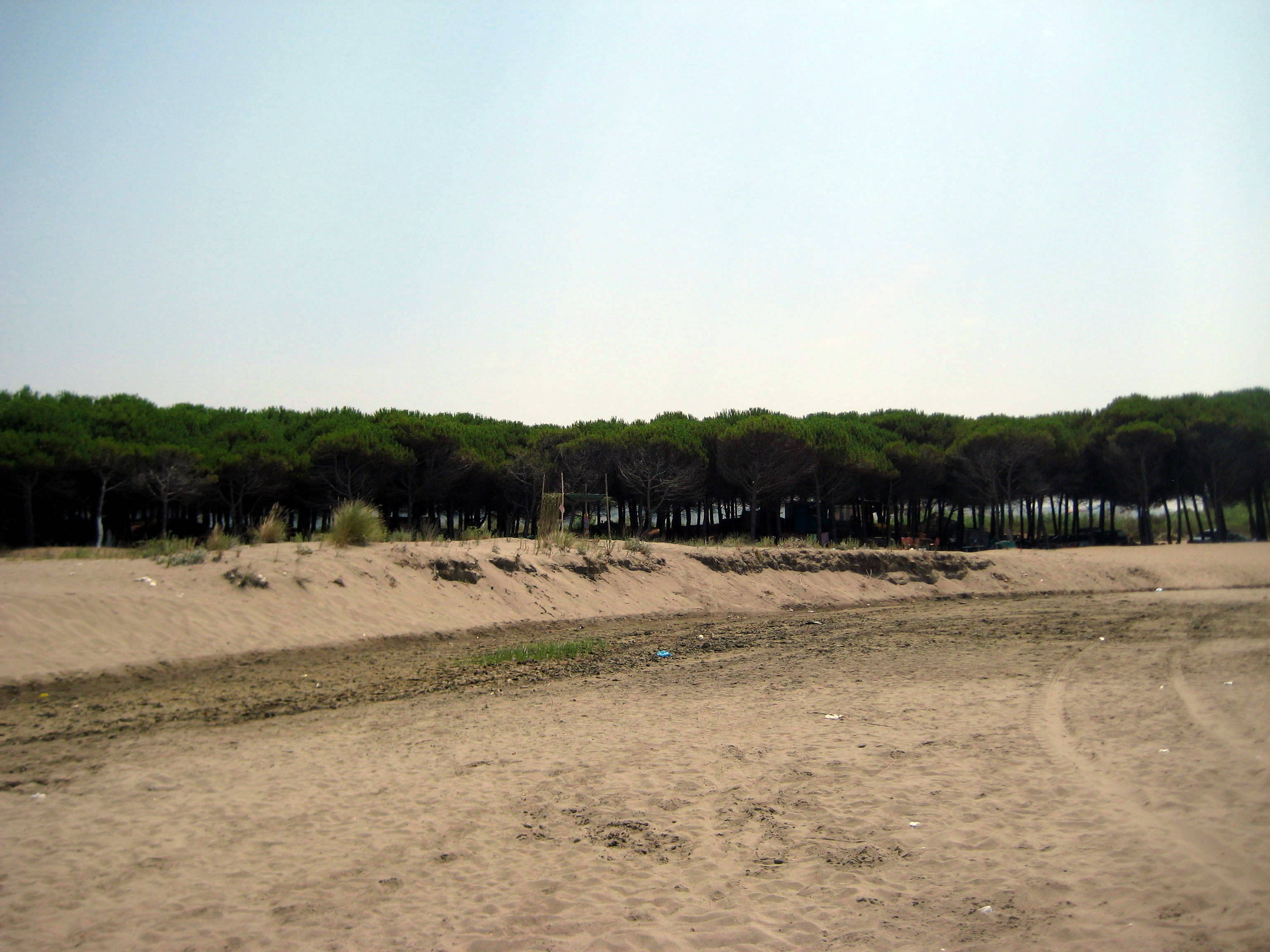
Сосни на узбережжі
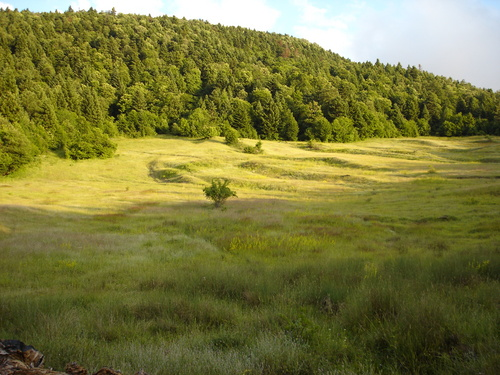
Ялицеві ліси півдня

## Лісове господарство
Середня продуктивність лісів країни досить низька — 62 м³/га, тільки 30 % лісів можуть становити господарське значення для лісозаготівлі.
Після другої світової війни із запровадженням планової економіки в Албанії лісове господарство перейшло до рук держави. За комуністичних часів щорічний обсяг лісозаготівлі становив 2,5 млн м³. Були зведені підприємства деревообробної промисловості, налагоджений випуск меблів, скипидару, ацетону, спирту. Такі деревообробні підприємства були відкриті в Шкодері, Тирані й Ельбасані, а також на місцях лісових рубок. Північний кластер лісової промисловості був створений на лівому березі Дрина: Кабаші, Фуша-е-Аресіт, Крюезіу, Шемрія; південний кластер у Черменіці й Яблониці Мокрій: Бідза, Стеблева, Хотолішті, Пишнаші, Наградець.

## Лісорозведення
За часів державної планової економіки в Албанії велось цілеспрямоване покращення продуктивності лісових масивів: висаджувались австрійський дуб, румелійська та панцирна сосни; для осушення заболочених низовин висаджувався евкаліпт.
Через інтенсивний перевипас скотини на гірських схилах, зведення лісових масивів масово стали ширитись ерозія та зсуви ґрунту. Щоб запобігти цим негативним руйнівним явищам на небезпечних схилах висаджуються лісозахисні смуги.
У прибережній смузі з теплим лагідним середземноморським кліматом висаджувались плантації маслин.
Лісовим господарством займається Міністерство лісів та внутрішніх вод Албанії.

## Охорона лісів

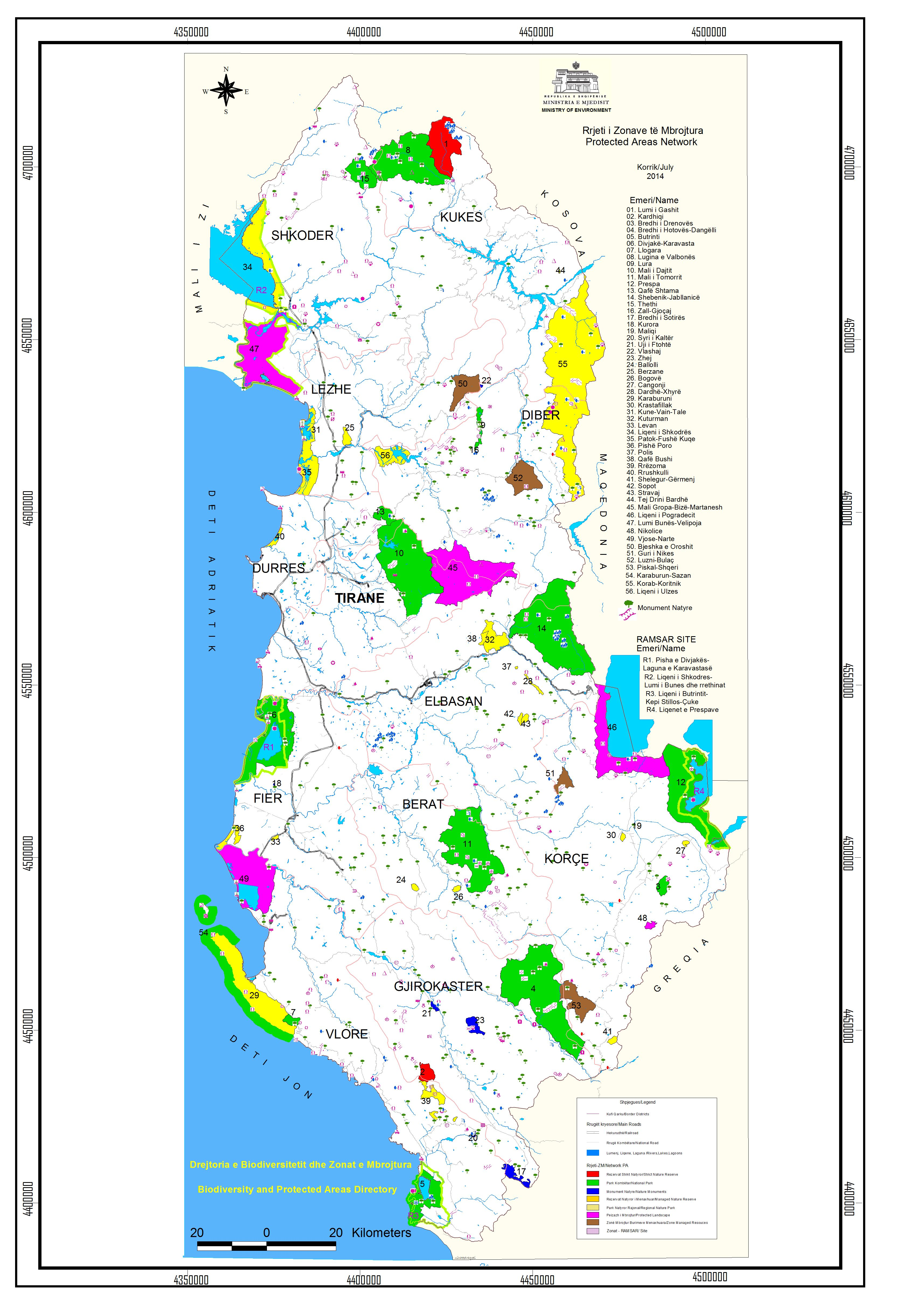
Природно-заповідний фонд Албанії (національні парки позначено зеленим)

Гірські ліси країни з прадавніх часів населяють люди, які вже 10 тис. років тому знищували їх вогнем задля очищення території під землеробство. За античних часів Епір стає одним з центрів тогочасної людської цивілізації, але із закінченням епохи античності ці землі не зазнавали значного впливу від людської діяльності. Впродовж XIX століття ситуація докорінно змінилась, ландшафти зазнали суттєвих змін: збільшення поголів'я овець спричинювало тяжкі наслідки перевипасу, розвиток сільського господарства спричинював зведення лісів. Зміни ведення господарства місцевим населенням, разом із зростанням населення і політичної нестабільності в регіоні призвели до значного знеліснення і ерозії ґрунтів.
За часів народно-демократичної влади (1966 року) було створено мережу з 11 національних парків, декотрі з них задля збереження цінних букових, ялицевих та соснових гірських лісів, чагарників середземноморського узбережжя:
- національний парк Дажті (алб. Parku Kombëtar Dajti) на горі Дажті (найвища вершина хребта Круя, що на північний схід від Тирани) на площі 29,2 тис. га задля збереження соснових середземноморських лісів.
- національний парк Люра (алб. Parku Kombëtar Lura) на площі 1,3 тис. га задля збереження мішаних лісів з буку та чорної європейської сосни навколо гірського озера Люра.
- національний парк Логара (алб. Parku Kombëtar i Llogorasë) на площі 1 тис. га задля збереження соснових лісів гір Люнгара.
- національний парк Теті (алб. Parku Kombëtar Thethi) на площі 2,6 тис. га задля збереження гірських лісів Північно-Албанських Альп.
- національний парк Валбона (алб. Parku Kombëtar Lugina e Valbonës) в долині однойменної річки на площі 8 тис. га задля збереження унікальних лісових рефугіумів Північно-Албанських Альп.
- національний парк Дренова (алб. Parku Kombëtar Drenova) на площі 1,4 тис. га задля збереження ялицевих лісів Південно-Албанських Альп.

У 1990-2000-х роках колишня мережа охоронюваних територій була реорганізована, деякі резервати було закрито, створено нові, змінений режим і площа старих:
- 1996 року національний парк Томорі (алб. Parku Kombëtar i Malit të Tomorrit) на площі 24,7 тис. га задля збереження гірських лісів гір Томорі.
- 1996 року національний парк перевалу Штаме (алб. Parku Kombëtar i Qafë Shtamës) на площі 2 тис. га задля збереження гірських соснових лісів перевалу Штаме хребта Круя.
- 1999 року національний парк Преспа (алб. Parku Kombëtar Liqeni i Prespës) на площі 27,7 тис. га цінних лісів навколо гірського озера Преспа.
- 2008 року національний парк Караваста (алб. Parku Kombëtar Laguna e Karavastasë) в лагуні Караваста на площі 22,2 тис. га задля збереження прибережних середземноморських соснових лісів, місць міграцій та гніздування водоплавних птахів згідно Рамсарської конвенції.
- 2008 року Ялицеві ліси Хотова (алб. Bredhi i Hotovës) поблизу Фрашері на площі 34,3 тис. га задля збереження ділянок ялицевих лісів на півдні Албанії.

Через політичну нестабільність та економічні негаразди відбувається надмірний тиск на лісові біотопи. Швидка й інтенсивна деградація лісів у вигляді незаконних рубок, численних пожеж, браконьєрства, неконтрольованого збору рослинної сировини призвели до екологічної катастрофи — площа продуктивних лісів за 1990-2000-ні роки зменшилась вдвічі. За рік в найбіднішій країні Європи вирубується в середньому 2,5 млн дерев. На початку 2016 року влада Албанії ввела мораторій на будь-які рубки дерев у лісах на 10 років.